# 2000년 하계 올림픽 안도라 선수단
2000년 하계 올림픽 안도라 선수단은 오스트레일리아 시드니에서 개최된 2000년 하계 올림픽에 참가한 올림픽 안도라 선수단이다.

## 수영
| 선수            | 세부 종목          | 예선    | 예선 | 준결선    | 준결선    | 결선      | 결선      |           |           |
| 선수            | 세부 종목          | 기록    | 순위 | 기록      | 순위      | 기록      | 최종 순위 |           |           |
| 산티아고 데우   | 남자 200m 자유형   | 1:59.31 | 51   | 진출 실패 | 진출 실패 | 진출 실패 | 진출 실패 | 진출 실패 | 진출 실패 |
| 메리트헬 사바테 | 여자 200m 개인혼영 | 1:59.31 | 35   | 빈칸      | 빈칸      | 진출 실패 | 진출 실패 | 진출 실패 | 진출 실패 |

## 육상

### 남자
트랙 / 도로 경기
| 선수 | 세부 종목 | 1차 예선 | 1차 예선 | 2차 예선 | 2차 예선 | 준결선 | 준결선 | 결선 | 결선      |
| 선수 | 세부 종목 | 기록     | 순위     | 기록     | 순위     | 기록   | 순위   | 기록 | 최종 순위 |

필드 경기
| 선수 | 세부 종목 | 예선 | 예선 | 결선 | 결선      |
| 선수 | 세부 종목 | 기록 | 순위 | 기록 | 최종 순위 |

### 여자
트랙 / 도로 경기
| 선수 | 세부 종목 | 1차 예선 | 1차 예선 | 2차 예선 | 2차 예선 | 준결선 | 준결선 | 결선 | 결선      |
| 선수 | 세부 종목 | 기록     | 순위     | 기록     | 순위     | 기록   | 순위   | 기록 | 최종 순위 |

필드 경기
| 선수 | 세부 종목 | 예선 | 예선 | 결선 | 결선      |
| 선수 | 세부 종목 | 기록 | 순위 | 기록 | 최종 순위 |

## 참고 자료
- (영어) “Andorra at the 2000 Sydney Summer Games”. SR/Olympic Sports. 2012년 11월 3일에 원본 문서에서 보존된 문서. 2011년 10월 7일에 확인함.
- Wallechinsky, David (2004). The Complete Book of the Summer Olympics (Athens 2004 Edition). Toronto, Canada. ISBN 1-894963-32-6.
- International Olympic Committee (2001). The Results.
- Sydney Organising Committee for the Olympic Games (2001). Official Report of the XXVII Olympiad Volume 1: Preparing for the Games 보관됨 2011-05-14 - 웨이백 머신.
- Sydney Organising Committee for the Olympic Games (2001). Official Report of the XXVII Olympiad Volume 2: Celebrating the Games 보관됨 2011-05-14 - 웨이백 머신.
- Sydney Organising Committee for the Olympic Games (2001). The Results 보관됨 2011-05-14 - 웨이백 머신. Retrieved 11/20/05.